# Cimetière militaire allemand de Proyart
Le cimetière militaire allemand de Proyart est un cimetière militaire de la Grande Guerre situé sur le territoire de la commune de Proyart dans le département de la Somme.

## Historique
Le cimetière a été créé par les Allemands en avril 1918 après la Bataille du Kaiser.
En 1922, l'État français a procédé à un regroupement de tombes provenant de 27 cimetières provisoires des environs. Beaucoup d'hommes inhumés dans ce cimetière ont perdu la vie au cours de la Bataille de la Somme, notamment des soldats qui ont succombé à leurs blessures dans les hôpitaux britanniques. 
Cependant plus de la moitié des corps inhumés sont ceux de soldats tués entre mars et août 1918, lors de la Bataille du Kaiser ou de l'Offensive des Cent-Jours menée par les Alliés à partir du 8 août 1918.

## Caractéristiques
Le cimetière militaire de Proyart rassemble 4 643 corps dans des tombes individuelles matérialisées par des croix en métal. 117 corps n'ont pu être identifiés.

## Pour approfondir